# MP-444 «Багира»
MP-444 «Багира» — самозарядный пистолет, созданный Ижевским механическим заводом.

## Описание
Пистолет был разработан в трёх различных модификациях под различные 9-мм патроны: 9×17 мм, 9×18 мм ПМ и 9×19 мм Парабеллум на основе конструкции пистолета Ярыгина.
Рама пистолета выполнена из прочной литой термопластмассы с оперативными стальными элементами, встроенными в пластиковые конструкции, что значительно облегчает конструкцию пистолета. Фиксация задней направляющей осуществляется винтом, а передней — осью останова затвора.
Магазин съёмный двухрядный коробчатого типа.
Неавтоматический предохранитель и автоматическая блокировка ударника составляют предохранительное устройство пистолета.

## Страны-эксплуатанты
- Казахстан — c 2003 года[4] сертифицирован в качестве спортивно-тренировочного пистолета[5]

## Музейные экспонаты
- один пистолет МР-444 "Багира" является экспонатом музейно-выставочного комплекса стрелкового оружия имени М. Т. Калашникова в Ижевске